# Parc national du marais Eubenangee
Le parc national du Marais Eubenangee (anglais : Eubenangee Swamp National Park) est un parc national situé au Queensland en Australie. Il est situé à 1 332 km au nord-ouest de Brisbane.

## Géographie
Le parc se situe dans la zone tropicale humide du nord du Queensland, dans le bassin versant des fleuves Johnstone (en) et Russel (en) ; il est composé de marais, de zones tropicales et de prairies.

## Faune
Le parc abrite plus de 200 espèces d'oiseaux, dont trois espèces menacées. Il s'agit également d'un lieu de reproduction de crocodiles.